# Jean Delay
Jean Delay (14 de novembro de 1907 - 29 de maio de 1987) foi um psiquiatra, neurologista e escritor francês. Em 1952, junto com Pierre Deniker, fez inúmeras experiências que eclodiram com a descoberta da clorpromazina para tratamento da psicose.